# Совет министров Республики Крым
Сове́т мини́стров Респу́блики Крым (укр. Рада міністрів Республіки Крим, крымскотат. Къырым Джумхуриетининъ Назирлер шурасы, Qırım Cumhuriyetiniñ Nazirler şurası) — высший орган исполнительной власти Республики Крым — субъекта Российской Федерации. Как и российский суверенитет над Крымом, Совет министров Республики Крым не признаётся Украиной и большинством стран-членов ООН в качестве законного органа власти, а заявленная Россией территория Республики Крым рассматривается ими как входящая в состав Украины Автономная Республика Крым.

## История
Совет министров Крыма был образован 22 марта 1991 года в связи с воссозданием в составе УССР Крымской АССР, путём преобразования исполнительного комитета Крымского областного совета. В 1994—1997 годах высший исполнительный орган крымской автономии именовался Правительством Крыма, с 3 февраля 1997 года — Советом министров Автономной Республики Крым.
27 февраля 2014 года Верховный Совет Автономной Республики Крым принял решение «О выражении недоверия Совету министров АРК и прекращении его деятельности», после чего правительство Крыма было отправлено в отставку, премьер-министром Крыма был назначен Сергей Аксёнов.
6 марта 2014 года Верховный Совет Автономной Республики Крым принял решение о внесении изменений в систему и структуру органов исполнительной власти. В соответствии с принятым постановлением, республиканские органы власти образуются Верховным Советом АРК по представлению Председателя Совета министров АРК, а назначение на должности и освобождение от должностей руководителей республиканских органов власти осуществляется крымским парламентом в порядке, предусмотренном Конституцией АРК.
В соответствии с принятым постановлением, было предусмотрено образование в системе органов исполнительной власти АРК следующих министерств:
- Министерство юстиции АРК;
- Министерство внутренних дел АРК;
- Министерство чрезвычайных ситуаций АРК;
- Министерство промышленной политики АРК;
- Министерство топлива и энергетики АРК;
- Министерство по информации и массовым коммуникациям АРК

Кроме этого, были образованы Казначейская служба АРК, Пенсионный фонд АРК и органы со специальным статусом:
- Налоговая служба АРК;
- Пенитенциарная служба АРК;
- Крымская таможня;
- Архитектурная и строительная инспекция АРК;
- Департамент охраны АРК.

Были также созданы Прокуратура АРК и Служба безопасности АРК
17 марта 2014 года, исходя из результатов общекрымского референдума и принятой 11 марта Декларации о независимости, была в одностороннем порядке провозглашена независимая суверенная Республика Крым. В тот же день в соответствии с постановлением парламента Крыма «Об официальных наименованиях органов власти Республики Крым и других органов» исполнительный орган самопровозглашённой республики получил название Совет министров Республики Крым.
После принятия Республики Крым в состав Российской Федерации 18 марта 2014 года Совет министров Республики Крым был преобразован в исполнительный орган власти субъекта Российской Федерации.
Согласно Конституции Республики Крым, утверждённой 11 апреля 2014 года, Совет министров Республики Крым возглавляет либо непосредственно глава Республики Крым — высшее должностное лицо республики (в порядке совмещения с должностью председателя Совета министров) — либо председатель Совета министров, назначаемый главой Республики Крым с согласия Государственного Совета.

## Общие положения
Совет министров Республики Крым является постоянно действующим высшим исполнительным органом государственной власти Республики Крым. В его состав входят Председатель Совета министров Республики Крым, заместители Председателя Совета министров Республики Крым, министры Республики Крым, а также Глава Республики Крым в том случае, если он совмещает свою должность с должностью Председателя Совета министров Республики Крым. Совет министров Республики Крым обеспечивает исполнение Конституции Российской Федерации, федеральных законов и иных нормативных правовых актов Российской Федерации, Конституции Республики Крым, законов и иных нормативных правовых актов Республики Крым на территории Республики Крым.
Порядок деятельности Совета министров Республики Крым определяется утверждаемым им регламентом. Финансирование правительства Республики Крым и возглавляемых им органов исполнительной власти Республики Крым осуществляется за счёт средств бюджета Республики Крым, предусмотренных отдельной статьей.
Совет министров Республики Крым обладает правами юридического лица, имеет гербовую печать.

## Назначение и освобождение от должностей членов Совета министров
Председатель Совета министров Республики Крым, если Глава Республики Крым не совмещает свою должность с должностью Председателя Совета министров Республики Крым, а также заместители Председателя Совета министров Республики Крым и министры, осуществляющие полномочия в сфере санаторно-курортного и туристического сектора, экологии и природопользования, назначаются Главой Республики Крым с согласия Государственного Совета. Иные министры и руководители иных органов исполнительной власти Республики Крым назначаются главой республики в соответствии с Конституцией Республики Крым.
Государственный Совет Республики Крым рассматривает представленную Главой Республики Крым кандидатуру в течение недели со дня внесения предложения по этой кандидатуре. В случае отклонения представленной кандидатуры Глава Республики Крым в течение недели проводит консультации с Государственным Советом Республики Крым, после чего вносит в Государственный Совет Республики Крым новую кандидатуру. В случае двукратного отклонения представленной кандидатуры Глава Республики Крым назначает представленную кандидатуру на соответствующую должность без согласия Государственного Совета Республики Крым.
Освобождение министров и руководителей иных органов исполнительной власти республики, согласно Конституции Республики Крым, осуществляется главой республики единолично. Государственный Совет Республики Крым может выразить недоверие членам правительства, в назначении которых на должность Государственный Совет Республики Крым принимал участие.

## Полномочия
В соответствии со статьей 83 Конституции Республики Крым Совет министров республики:
- разрабатывает и осуществляет меры по обеспечению комплексного социально-экономического развития Республики Крым;
- обеспечивает в пределах своих полномочий проведение единой государственной политики в области финансов, науки, образования, культуры, здравоохранения, физической культуры и спорта, социального обеспечения, безопасности дорожного движения и экологии;
- осуществляет в пределах своих полномочий меры по реализации, обеспечению и защите прав и свобод человека и гражданина, охране собственности и общественного порядка, противодействию терроризму и экстремизму, борьбе с преступностью;
- осуществляет в пределах своих полномочий меры по обеспечению государственных гарантий равенства прав, свобод и законных интересов человека и гражданина независимо от расы, национальности, языка, отношения к религии и других обстоятельств; предотвращению ограничения прав и дискриминации по признакам социальной, расовой, национальной, языковой или религиозной принадлежности; сохранению и развитию этнокультурного многообразия народов Российской Федерации, проживающих на территории Республики Крым, их языков и культур; защите прав национальных меньшинств; социальной и культурной адаптации мигрантов; профилактике межнациональных (межэтнических) конфликтов и обеспечению межнационального и межконфессионального согласия;
- разрабатывает для представления Главой Республики Крым в Государственный Совет Республики Крым проект бюджета Республики Крым и проекты программ социально-экономического развития Республики Крым;
- обеспечивает исполнение бюджета Республики Крым, готовит отчет о его исполнении, а также отчеты о выполнении программ социально-экономического развития Республики Крым;
- формирует иные органы исполнительной власти Республики Крым;
- управляет и распоряжается собственностью Республики Крым в соответствии с законами Республики Крым, а также управляет федеральной собственностью, переданной Республике Крым в управление в соответствии с федеральными законами и иными нормативными правовыми актами Российской Федерации;
- вправе предложить органу местного самоуправления, выборному или иному должностному лицу местного самоуправления привести в соответствие с законодательством Российской Федерации, изданные ими правовые акты в случае, если указанные акты противоречат Конституции Российской Федерации, федеральным законам и иным нормативным правовым актам Российской Федерации, Конституции, законам и иным нормативным правовым актам Республики Крым, а также вправе обжаловать указанные акты в судебном порядке;
- осуществляет иные полномочия, установленные федеральными законами, Конституцией и законами Республики Крым, а также соглашениями с федеральными органами исполнительной власти, заключенными в соответствии со статьей 78 Конституции Российской Федерации.

Совет министров Республики Крым на основании и во исполнение федеральных законов, нормативных правовых актов Президента Российской Федерации, постановлений Правительства Российской Федерации, Конституции и законов Республики Крым издает постановления и распоряжения. В пределах полномочий правительства республики они обязательны к исполнению на всей её территории.
Постановления и распоряжения Совета министров Республики Крым не должны противоречить Конституциям и законодательству РФ и Республики Крым, а также указам Президента Российской Федерации и постановлениям Правительства Российской Федерации.

## Руководство
Совет министров возглавляется председателем, которым может быть либо глава республики (в порядке совмещения должностей), либо же назначенное им с согласия Государственного Совета лицо.
Председатель Совета министров — Гоцанюк Юрий Михайлович.
Заместители председателя Совета министров:
- Анюхина, Анна Владимировна
- Воробьёв, Николай Валерьевич[4]
- Кивико, Ирина Валерьевна
- Маслова, Светлана Борисовна
- Михайличенко, Игорь Николаевич
- Мурадов, Георгий Львович
- Назаров, Михаил Анатольевич
- Романовская, Елена Васильевна[5]

Член Совета Федерации Федерального Собрания от Совета министров — Нимченко Юрий Петрович.
Постоянный Представитель Республики Крым при Президенте РФ — Мурадов Георгий Львович.

## Министры Правительства Республики Крым
- Кивико, Ирина Валерьевна — заместитель председателя Совета министров — министр финансов.
- Романовская, Елена Васильевна — заместитель председателя Совета министров — министр труда и социальной защиты.
- Михайлов, Константин Алеонардович — министр Республики Крым.
- Куршутов, Альберт Абдурашитович — министр внутренней политики, информации и связи.
- Тарасов, Никита Сергеевич — министр жилищной политики и государственного строительного надзора.
- Щегленко, Захар Владимирович — министр жилищно-коммунального хозяйства.
- Натаров, Алексей Алексеевич — министр здравоохранения.
- Кулинич, Лариса Витальевна — министр имущественных и земельных отношений.
- Манежина, Татьяна Анатольевна — министр культуры.
- Ганзий, Сергей Александрович — министр курортов и туризма.
- Лаврик, Валентина Васильевна — министр образования, науки и молодёжи.
- Торубарова, Ольга Александровна — министр спорта.
- Щёголев, Эдуард Геннадьевич — министр строительства и архитектуры.
- Воронкин, Владимир Геннадьевич — врио министра топлива и энергетики.
- Ерёменко, Алексей Михайлович — министр чрезвычайных ситуаций.
- Славгородская, Ольга Александровна — министр экологии и природных ресурсов — Главный государственный инспектор Республики Крым.
- Хитущенко, Роман Владимирович — врио министра экономического развития.
- Шаповалов, Олег Георгиевич — министр юстиции.
- Кратюк, Денис Васильевич — министр сельского хозяйства.
- Агаджанян, Анушаван Араратович — министр промышленной политики.
- Козловский, Арсений Дмитриевич — врио министра транспорта.